# 絢爛たる流離
『絢爛たる流離』（けんらんたるりゅうり）は、松本清張の連作短編小説。『婦人公論』に連載され（1963年1月号 - 1963年12月号）、1964年3月に中央公論社から刊行された。
連作中、いくつかの作品がテレビドラマ化されている。

## 概要・あらすじ
- 戦前・戦中・戦後の各時代を背景に、3カラット以上もあるダイヤの指輪が転々と持ち主を変え、その持ち主が遭遇する境遇を綴ったオムニバス。連載中の誌面は、新珠三千代の写真を撮り下ろして、挿絵のかわりに入れるという作りになっていた[1]。清張はフランス映画『舞踏会の手帖』をイメージして書いたという[2]。

- 連作各編のタイトルは以下の通り。
  - 第1話『土俗玩具』
  - 第2話『小町鼓』
  - 第3話『百済の草』
  - 第4話『走路』
  - 第5話『雨の二階』
  - 第6話『夕日の城』
  - 第7話『灯』
  - 第8話『切符』
  - 第9話『代筆』
  - 第10話『安全率』
  - 第11話『陰影』
  - 第12話『消滅』

## テレビドラマ

### 1963年版・1
『小町鼓』
- 2月7日と2月8日、NHKの「松本清張シリーズ・黒の組曲」枠にて2回にわたり放映。前編は22:30-23:00、後編は22:15-22:45の放映。

キャスト
- 谷尾妙子：津島恵子
- 検事：菅原謙次
- 谷尾忠夫：伊豆肇
- 福村和聖：高英男
- 弁護士：須賀不二男
- 家政婦：千石規子
- 大川伍平：富田浩太郎
- 立石夫人：上月左知子
- 刑事：前田昌明

スタッフ
- 脚色：有高扶桑
- 演出：安江泰雅
- 音楽：別宮貞雄
- 制作：NHK

『走路』
- 3月28日と3月29日（22:15-22:45）、NHKの「松本清張シリーズ・黒の組曲」枠にて2回にわたり放映。

キャスト
- 佐藤慶
- 高田敏江
- 北里深雪
- 細川ちか子
- 嵯峨善兵
- 成瀬昌彦

スタッフ
- 制作：NHK

### 1963年版・2
『百済の草』
- 6月16日、TBS系列の「東芝日曜劇場」枠（21:30-22:30）にて放映。

キャスト
- 安井昌二
- 香川京子
- 南原宏治
- 土屋嘉男
- 戸浦六宏

スタッフ
- 脚本：長尾広生
- 監督：上田亨

『陰影』
- 12月8日、TBS系列の「東芝日曜劇場」枠（21:00-22:00）にて放映。

キャスト
- 瑳峨三智子
- 山村聰
- 六本木誠人
- 加藤武
- 山本圭
- 賀原夏子
- 田武謙三
- 北町史朗

スタッフ
- 脚本：赤坂長義
- 監督：橋本信也

| TBS系列 東芝日曜劇場        | TBS系列 東芝日曜劇場   | TBS系列 東芝日曜劇場                            |
| 前番組                      | 番組名                 | 次番組                                          |
| --------------------------- | ---------------------- | ----------------------------------------------- |
| 足は暖かかった （1963.6.9） | 百済の草 （1963.6.16） | 破壊された男 （原作：由起しげ子） （1963.6.23） |
| 愛する （1963.12.1）        | 陰影 （1963.12.8）     | 巷のあんばい （1963.12.15）                     |

### 1987年版
1987年3月30日から4月2日まで、テレビ朝日系列にて4夜連続で放映された（21:00-21:54）。

「松本清張の絢爛たる流離・第1話 美しい人妻の復讐」。原作は『土俗玩具』。
キャスト
- 真野響子
- 江原真二郎
- 中島久之
- 綿引勝彦
- 河原崎建三

スタッフ
- 脚本：吉田剛
- プロデューサー：佐藤涼一（テレビ朝日）
- 監督：真船禎
- 制作：松竹、霧企画

「松本清張の絢爛たる流離・第2話 銀座の女の完全犯罪」。原作は『陰影』。
キャスト
- 津神佐保子：小川眞由美
- 君島二郎：本田博太郎
- 宝石店の番頭：加藤和夫
- 芝山達夫：小松方正
- 加久隆平：池部良
- 加久隆平の妻：日高澄子

スタッフ
- 脚本：柴英三郎
- プロデューサー：佐藤涼一（テレビ朝日）
- 監督：真船禎
- 制作：松竹、霧企画

「松本清張の絢爛たる流離・第3話 離婚した花嫁の殺意」。原作は『夕日の城』。
キャスト
- 山辺澄子：眞野あずさ
- 栗島：伊東四朗
- 平垣新一：五代高之
- ：錦野旦
- 澄子の父：稲垣昭三

スタッフ
- 脚本：須川栄三
- プロデューサー：佐藤涼一（テレビ朝日）
- 監督：真船禎
- 制作：松竹、霧企画

「松本清張の絢爛たる流離・第4話 年上令嬢の危険な誘惑」。原作は『消滅』。
キャスト
- 登代子：和由布子
- 次郎：西川弘志
- 崎川：並樹史朗

スタッフ
- 脚本：岩間芳樹
- プロデューサー：佐藤涼一（テレビ朝日）
- 監督：真船禎
- 制作：松竹、霧企画